# Nino Haratischwili
Nino Haratischwili (en georgià: ნინო ხარატიშვილი) (Tbilisi, 8 de juny de 1983) és una novel·lista, dramaturga i directora de teatre georgiana, que viu i treballa a Hamburg, Alemanya i escriu en alemany. Ha rebut nombrosos premis, entre els quals el premi Adelbert von Chamisso, el Kranichsteiner Literaturpreis, i el Literaturpreis des Kulturkreises der deutschen Wirtschaft.

### Traduccions al català
- La vuitena vida (per a la Brilka); traducció de Carlota Gurt i Daví, Navona, 2019, ISBN 978-84-17978-04-4